# King of the Nordic Twilight
Albums de Luca Turilli
The Ancient Forest of Elves (EP)
(1999) Prophet of the Last Eclipse
(2002)
King of the Nordic Twilight est le premier album studio d'une trilogie du guitariste de metal symphonique italien Luca Turilli, alors dans sa formation Rhapsody, sorti en septembre 1999 sur le label Limb Music (en).

## Liste des titres
Toutes les chansons sont écrites et composées par Luca Turilli.
| 1.    | To Magic Horizons                                 | 1:21  |
| 2.    | Black Dragon                                      | 5:06  |
| 3.    | Legend of Steel                                   | 5:21  |
| 4.    | Lord of the Winter Snow                           | 6:06  |
| 5.    | Princess Aurora                                   | 3:47  |
| 6.    | The Ancient Forest of Elves                       | 4:44  |
| 7.    | Throne of Ice                                     | 1:51  |
| 8.    | Where Heroes Lie                                  | 4:25  |
| 9.    | Warrior's Pride                                   | 3:47  |
| 10.   | Kings of the Nordic Twilight                      | 11:37 |
| 11.   | [Sans titre] (Sofðu Unga Ástin Min) (Titre caché) | 2:13  |
| 50:19 |                                                   |       |

Note
- La piste 11 n'est répertoriée sur aucune des éditions de l'album. Il s'agit d'une interprétation a cappella de la chanson traditionnelle islandaise Sofðu Unga Ástin Min (Sleep My Little Loved One) de la soprano Rannveig Sif Sigurdardóttir. La piste est parfois appelée à tort par son nom, ou comme Lullaby.

| Édition japonaise inclus un titre bonus (Victor Entertainment [VICP-60858], 22 septembre 1999) | Édition japonaise inclus un titre bonus (Victor Entertainment [VICP-60858], 22 septembre 1999) | Édition japonaise inclus un titre bonus (Victor Entertainment [VICP-60858], 22 septembre 1999) | Édition japonaise inclus un titre bonus (Victor Entertainment [VICP-60858], 22 septembre 1999) | Édition japonaise inclus un titre bonus (Victor Entertainment [VICP-60858], 22 septembre 1999) | Édition japonaise inclus un titre bonus (Victor Entertainment [VICP-60858], 22 septembre 1999) | Édition japonaise inclus un titre bonus (Victor Entertainment [VICP-60858], 22 septembre 1999) | Édition japonaise inclus un titre bonus (Victor Entertainment [VICP-60858], 22 septembre 1999) | Édition japonaise inclus un titre bonus (Victor Entertainment [VICP-60858], 22 septembre 1999) | Édition japonaise inclus un titre bonus (Victor Entertainment [VICP-60858], 22 septembre 1999) |
| No                                                                                             | Titre                                                                                          | Durée                                                                                          |                                                                                                |                                                                                                |                                                                                                |                                                                                                |                                                                                                |                                                                                                |                                                                                                |
| ---------------------------------------------------------------------------------------------- | ---------------------------------------------------------------------------------------------- | ---------------------------------------------------------------------------------------------- | ---------------------------------------------------------------------------------------------- | ---------------------------------------------------------------------------------------------- | ---------------------------------------------------------------------------------------------- | ---------------------------------------------------------------------------------------------- | ---------------------------------------------------------------------------------------------- | ---------------------------------------------------------------------------------------------- | ---------------------------------------------------------------------------------------------- |
| 1.                                                                                             | To Magic Horizons                                                                              | 1:22                                                                                           |                                                                                                |                                                                                                |                                                                                                |                                                                                                |                                                                                                |                                                                                                |                                                                                                |
| 2.                                                                                             | Black Dragon                                                                                   | 5:06                                                                                           |                                                                                                |                                                                                                |                                                                                                |                                                                                                |                                                                                                |                                                                                                |                                                                                                |
| 3.                                                                                             | Legend of Steel                                                                                | 5:21                                                                                           |                                                                                                |                                                                                                |                                                                                                |                                                                                                |                                                                                                |                                                                                                |                                                                                                |
| 4.                                                                                             | Lord of the Winter Snow                                                                        | 6:06                                                                                           |                                                                                                |                                                                                                |                                                                                                |                                                                                                |                                                                                                |                                                                                                |                                                                                                |
| 5.                                                                                             | Princess Aurora                                                                                | 3:47                                                                                           |                                                                                                |                                                                                                |                                                                                                |                                                                                                |                                                                                                |                                                                                                |                                                                                                |
| 6.                                                                                             | The Ancient Forest of Elves                                                                    | 4:44                                                                                           |                                                                                                |                                                                                                |                                                                                                |                                                                                                |                                                                                                |                                                                                                |                                                                                                |
| 7.                                                                                             | Knight of Immortal Fire                                                                        | 5:15                                                                                           |                                                                                                |                                                                                                |                                                                                                |                                                                                                |                                                                                                |                                                                                                |                                                                                                |
| 8.                                                                                             | Throne of Ice                                                                                  | 1:52                                                                                           |                                                                                                |                                                                                                |                                                                                                |                                                                                                |                                                                                                |                                                                                                |                                                                                                |
| 9.                                                                                             | Where Heroes Lie                                                                               | 4:25                                                                                           |                                                                                                |                                                                                                |                                                                                                |                                                                                                |                                                                                                |                                                                                                |                                                                                                |
| 10.                                                                                            | Warrior’s Pride                                                                                | 3:47                                                                                           |                                                                                                |                                                                                                |                                                                                                |                                                                                                |                                                                                                |                                                                                                |                                                                                                |
| 11.                                                                                            | Kings of the Nordic Twilight                                                                   | 11:37                                                                                          |                                                                                                |                                                                                                |                                                                                                |                                                                                                |                                                                                                |                                                                                                |                                                                                                |
| 12.                                                                                            | [Sans titre] (Sofðu Unga Ástin Min) (Titre caché)                                              | 2:15                                                                                           |                                                                                                |                                                                                                |                                                                                                |                                                                                                |                                                                                                |                                                                                                |                                                                                                |
| 55:35                                                                                          |                                                                                                |                                                                                                |                                                                                                |                                                                                                |                                                                                                |                                                                                                |                                                                                                |                                                                                                |                                                                                                |